# Frank Schildt

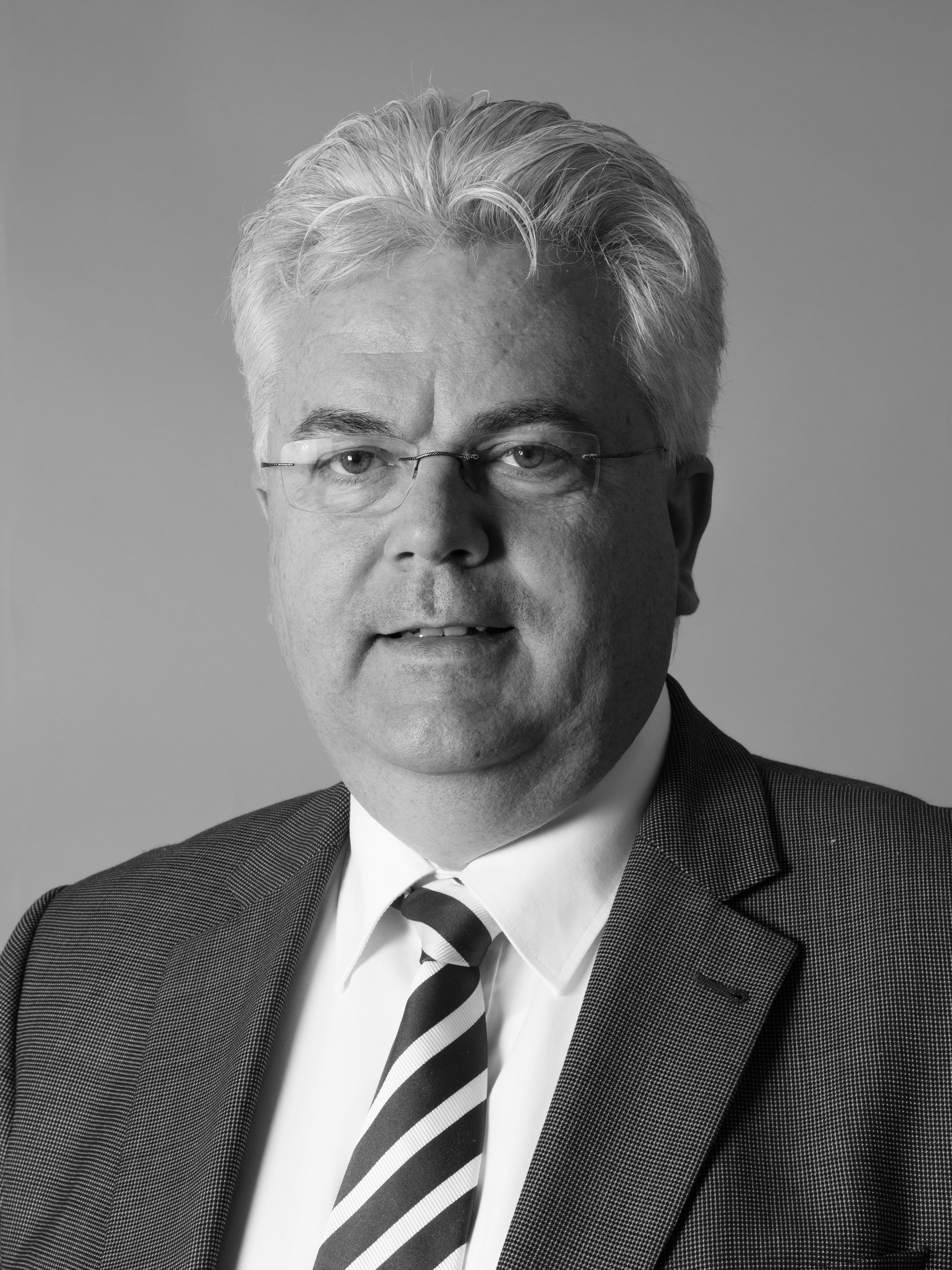
Frank Schildt 2014

Frank Schildt (* 18. Oktober 1962 in Bremerhaven) ist ein deutscher Politiker (SPD). Er war 1995 bis 2015 und 2017 bis 2019 Abgeordneter der Bremischen Bürgerschaft.

## Biografie

### Ausbildung und Beruf
Nach der Erlangung der Mittleren Reife absolvierte er von 1979 bis 1982 eine Ausbildung zum Bauzeichner beim Magistrat der Stadt Bremerhaven. Anschließend war Frank Schildt im Hochbauamt Bremen und im Amt für Stadtentwässerung beschäftigt. Die Tätigkeit dort wurde nur durch die Ableistung des Wehrdienstes unterbrochen. Seit dem 1994 ist er technischer Angestellter bei den Entsorgungsbetrieben Bremerhaven und seit 1994 als Personalratsvorsitzender freigestellt. Er war ferner tätig als Dozent an der Wirtschafts- und Sozialakademie der Arbeitnehmerkammer Bremen. Das Beschäftigungsverhältnis ruhte bis 2011. Ab Juni 2011 wieder beschäftigt beim Magistrat der Stadt Bremerhaven - BIT Betrieb für Informationstechnologie.

### Politik
1979 wurde Schildt Mitglied der ÖTV und ist seit dem Zusammenschluss 2001 von ver.di dort Mitglied. 1983 trat er in die SPD ein. 1994 wurde er stellvertretender Ortsvereinsvorsitzender des SPD-Ortsvereins Leherheide.
Er war von 1995 bis 2015 Mitglied der Bremischen Bürgerschaft (Landtag) und erneut vom Oktober 2017 bis 2019 als Nachrücker für den in den Bundestag gewählten Direktkandidaten Uwe Schmidt. Schildt war als Schriftführer von 2002 bis 2003 Mitglied des Vorstandes der Bürgerschaft. Er ist medienpolitischer Sprecher seiner Fraktion, Mitglied im Vorstand der SPD-Fraktion und er gehört dem parlamentarischen Beirat der Regionalen Arbeitsgemeinschaft Bremen/Niedersachsen an.

Zuletzt war er bis 2015 vertreten im
Ausschuss für Angelegenheiten der Häfen im Lande Bremen und ist auch der Vorsitzende des Ausschusses,
Ausschuss für Wissenschaft, Medien, Datenschutz und Informationsfreiheit,
Betriebsausschuss Performa Nord,
Landesbeirat für Sport,
nichtständigen Ausschuss zur Änderung der Landesverfassung,
Haushalts- und Finanzausschuss (Land),
Rechnungsprüfungsausschuss (Land) und im
Verfassungs- und Geschäftsordnungsausschuss sowie in der
staatlichen Deputation für Wirtschaft, Arbeit und Häfen.

Er war hafenpolitischer Sprecher der SPD-Fraktion.
Er war zwischen 1998 und 2012 Beisitzer in der Sozialdemokratischen Gemeinschaft für Kommunalpolitik auf Bundesebene.

### Sonstige Ämter
Schildt ist seit März 2014 Vorsitzender des Hörfunkrates beim Deutschlandradio und auch Mitglied im Finanz- und Wirtschaftsausschuss. Er ist Vorsitzender des Kreissportbundes Bremerhaven und 2. Vorsitzender beim SFL Bremerhaven.